# Portret Walburge Neuzil Wally
Portret Walburge Neuzil Wally ulje je na drvu austrijskog slikara Egona Schielea iz 1912. godine. Na njemu je ekspresionističkim stilom naslikana Walburga Neuzil koju je Schiele upoznao 1911. kada je imao dvadeset i jednu, a ona sedamnaest godina. Bila je njegova ljubavnica i muza te je prikazana na nekoliko njegovih najupečatljivijih slika. 
Slika je u zbirci Leopoldovog muzeja u Beču koji je osnovala austrijska vlada otkupivši pet tisuća umjetnina od Rudolfa Leopolda. Povijest vlasništva slike bila je otkrivena u The New York Timesu pretkraj izložbe Schieleovih djela u Muzeju moderne umjetnosti u New Yorku (1997. – 1998.). Nakon objave, nasljednici Leje Bondi Jaray, kojoj je slika pripadala prije Drugoga svjetskog rata, zatražili su zabranu povratka djela u Austriju pod sumnjom da im je ono otuđeno u nacističkoj pljački. Leopoldov muzej im je 2010. pristao platiti 19 milijuna američkih dolara te je tako priskrbio sva prava na sliku.
O slici je i borbi za njeno vlasništvo godine 2012. Andrew Shea snimio dokumentarni film Portrait of Wally.

## Slikarova veza s Wally Neuzil
Godine 1911. Schiele upoznaje sedamnaestogodišnju Walburgu Neuzil. Ona se seli k njemu u Beč i postaje mu modelom i muzom. Vrlo se malo o njoj zna; vjeruje se da je bila model Gustavu Klimtu, a moguće i njegova ljubavnica. U želji da pobjegnu od klaustrofobičnog bečkog miljea, Schiele i Neuzil odlaze u gradić Český Krumlov na jugu Češke. Iako je Krumlov bio rodno mjesto Schieleove majke (tamo je danas Schieleov muzej), stanovnici su njega i njegovu ljubavnicu protjerali iz grada jer nisu prihvaćali njihov način života, uključujući i njegovo navodno angažiranje mladih djevojaka iz grada kao modela.
Schiele i Neuzil potom zajedno odlaze u Neulengbach, gradić 35 km zapadno od Beča, tražeći nadahnuto okruženje i jeftin studio za rad. Kao i u Beču, njegov atelje postaje okupljalište delinkventne mladeži, a njegov način života izaziva sukob sa stanovnicima grada. U travnju 1912. biva zatvoren zbog zavođenja mlade djevojke, a više od stotinu njegovih crteža vlasti plijene kao pornografske. Iako je optužba za zavođenje odbačena, proglašen je krivim za izlaganje erotskih crteža na mjestu dostupnom djeci i osuđen na tri dodatna dana zatvora, uz tri tjedna na koje je bio prije osuđen.
Godine 1914. Schiele ima atelje u bečkom predgrađu Hietzing. Prekoputa ateljea živi protestantska obitelj Harms, iz koje ga sa sestrama Edith i Adéle upoznaje Wally. U veljači 1915. Schiele piše prijatelju: »Namjeravam se vjenčati, za svoje dobro. Ne za Wally.« Kad je za vjenčanje s Edith rekao Wally, ona ga napušta i više se nikad ne sreću. U to vrijeme slika Smrt i djevojku, na kojoj se Wallyin portret temelji na prethodnom djelu, a njegov je nov. Schiele i Edith vjenčaju se 17. lipnja 1915. godine.
Nakon odlaska od Schielea Neuzil se školuje za medicinsku sestru i radi u vojnoj bolnici u Beču. Godine 1917. nalazi se u Dalmaciji. Radi najprije u Šibeniku, a potom i u vojnoj bolnici u Sinju. U Sinju i umire, u dvadeset i četvrtoj godini, od šarlaha, na Božić 1917. 
Godine 2016. Leopoldov muzej odlučuje preuzeti brigu o njenom neobilježenom grobu broja 162D pod sinjskim Starim gradom.